# Zeuxevania africana
Zeuxevania africana är en stekelart som beskrevs av Jean-Jacques Kieffer 1911. Zeuxevania africana ingår i släktet Zeuxevania och familjen hungersteklar. Inga underarter finns listade i Catalogue of Life.